# Frynseflagermus
Frynseflagermusen (Myotis nattereri) er en flagermus i familien barnæser. Den er vidt udbredt i Europa, men findes kun spredt i Danmark. Den har en karakteristisk langsom flugt med svirrende og hurtige vingeslag tæt op ad mure eller helt inde mellem grene på træer og buske. Frynseflagermusens navn kommer af den krans af små, stive hår, der sidder langs bagkanten af haleflyvehuden.

## Udseende
Frynseflagermusen er en ret lille flagermus med et vingefang på 25 cm, en kropslængde på cirka 4,5 cm og en vægt på 5-12 g. Pelsen er brunlig på oversiden og gråhvid på undersiden med en tydelig grænse mellem de to sider fortil. Sporebrusken, der strækker sig langs haleflyvehuden fra hælen og halvvejs ned mod halespidsen, er S-formet svunget. Haleflyvehudens frie kant mellem sporebrusk og halespids er besat med en række stive ombøjede børster. Det kan dog være svært at se dette på levende dyr, fordi haleflyvehuden rulles sammen mod undersiden.

## Levevis
Føden består af fluer, mindre biller, sommerfuglelarver og mange andre insekter, og også mejere og edderkopper. Byttet tages både flyvende og direkte fra blade, stammer og vægge ligesom tilfældet er for langøret flagermus. Om dagen kan den både opholde sig i huse og hule træer.